# General Levy
Пол Скотт Леви (родился в Лондоне, Англия, 28 апреля 1971 года,), также известный как General Levy, — английский рагга-диджей, регулярно работающий на студийных треках драм-н-бэйс-диджеев. Он наиболее известен по треку «Incredible», который он записал с M-Beat. Ремикс-версия этого трека достигла 8-го места в UK Singles Chart в 1994 году.

## Биография
Пол Скотт Леви родился в Центральной больнице Миддлсекс в Парк-Рояле, Лондон. Он тринидадского происхождения. Годы становления Леви прошли в Харлсдене и Уэмбли в лондонском районе Брент на северо-западе Лондона. Музыкальное влияние Леви развивалось в этом районе, коллекционируя записи танцевальных песен, начиная с 1981 года. В возрасте 12 лет Леви начал писать тексты песен и два года спустя создал свою первую звуковую систему с друзьями, названную Third Dimension.
Первые крупные релизы General Levy были на независимом лейбле Fashion Records, который подписал дистрибьюторский контракт с London Records на переиздание записанных им треков. Ранее у него были релизы с продюсерами Lloydy Crucial и Robbo Ranx (позже из BBC 1xtra), но это были в основном треки, которые стали хитами на андеграундной танцевальной сцене. Леви подвергся остракизму со стороны британской джангл-сцены в 1994 году из-за неверно переданных комментариев, которые он сделал относительно своего сотрудничества с M-Beat в «Incredible». В интервью The Face он заявил, что «сейчас я управляю джанглом». С тех пор этот спор утих, и теперь его называют одним из 25 британских MC, «которые изменили игру».
Песня «Incredible» была показана в фильме «Али Джи в парламенте» и в телевизионной рекламной кампании Honda.
Леви недолго сотрудничал с Рокко Баркером из Flesh for Lulu в группе The Space Police. Леви также принял участие в песне «Only God Can Judge Me», R&B-певца Марка Моррисона.
Он сотрудничал с певцом Madness Suggs на его альбоме 1998 года «The Three Pyramids Club», над треком «Girl».
Леви принимал участие во многих звуковых системах в конце 1980-х и начале 1990-х годов, таких как Java One love и Tippertone Sound.
Его совместные работы с даб-продюсером Джо Аривой появились на нескольких релизах, включая «In the Ghetto» и «Be Conscious & Wise: Dub Showcase».
В 2018 году он сотрудничал с такими артистами, как Chase & Status, Fedde Le Grand и Spragga Benz.

## Дискография

### Альбомы
- Double Trouble (1991, Gussie P Records) — Capleton & General Levy
- The Wickeder General (1992, Fashion Records)
- Wickedness Increase (1993, FFRR/London)
- Rumble in the Jungle Volume One (1994, Jungle Fashion Records) — Top Cat & General Levy
- New Breed (1999, Arts Records)
- Spirit & Faith (2008, BoombamMuzik)
- We Progressive (feat The PSB Family) (2011, X-Ray Records)
- In the Chamber of Dub (2012, Ariwa Sounds) — Joe Ariwa & General Levy
- 4ward (2014) — DJ Bonnot & General Levy
- Be Conscious and Wise — General Levy & Joe Ariwa

### Синглы
| Год  | Песня                                                                        | Место в топе Великобритании | Награды     |
| ---- | ---------------------------------------------------------------------------- | --------------------------- | ----------- |
| 1992 | «Heat»                                                                       | —                           |             |
| 1992 | «Champagne Body»                                                             | —                           |             |
| 1992 | «Sceeming»                                                                   | —                           |             |
| 1993 | «Mr. Push It Good»                                                           | —                           |             |
| 1993 | «Monkey Man» (with Junior Dan)                                               | 75                          |             |
| 1994 | «Ready for the World»                                                        | —                           |             |
| 1994 | «Weh Dem a Watch We For» (with Cutty Ranks)                                  | —                           |             |
| 1994 | «Incredible» (with M-Beat)                                                   | 39                          |             |
| 1994 | «Incredible» (remix) (with M-Beat)                                           | 8                           | - BPI: Gold |
| 2004 | «Shake (What Ya Mama Gave Ya)» (General Levy vs Zeus featuring Bally Jagpal) | 51                          |             |
| 2007 | «Bring It On» (Dancehall Party Riddim) (with Ragga Meridional Crew)          | —                           |             |
| 2012 | «Blaze the Fire» (with Danny Byrd)                                           | —                           |             |
| 2014 | «Pull Up» (with Sticky)                                                      | —                           |             |
| 2017 | «Move» (featuring Toni Toolz)                                                | —                           |             |
| 2018 | «Flex» (with Fedde Le Grand & Funk Machine)                                  | —                           |             |
| 2018 | «Are You Ready» (with Spragga Benz)                                          | —                           |             |
| 2018 | «Heater» (with Chase & Status)                                               | —                           |             |
| 2020 | «Good Love» (with Reggae Roast)                                              | —                           |             |
| 2023 | «We Run the Area» (with Idris Elba, Toddla T & Naomi Cowan)                  | —                           |             |
| 2024 | «Good Mourning» (with Shaznay Lewis & Shola Ama)                             | —                           |             |
| 2024 | «Old Days» (with Leanne Louise & DJ Illatek)                                 | —                           |             |

## Книга
13 ноября 2022 года Леви самостоятельно опубликовал свою автобиографию под названием «Incredible», в которой описал свою жизнь и карьеру на сегодняшний день.